# 2007年欧洲冠军联赛决赛
2007年欧洲冠军联赛决赛（2007 UEFA Champions League Final）於2007年5月23日在希腊雅典奥林匹克体育场举行，以决出2006/07赛季欧洲冠军联赛的冠军。意大利的AC米兰与英格兰的利物浦继2005年之后，再次在冠军决赛中相遇。AC米兰凭借菲利普·因扎吉的两粒进球，以2比1成功向利物浦報以2005年一敗之仇，历史上第7次捧起这座奖杯。
AC米兰上一次夺冠是在2003年，而利物浦则在2005年的决赛中击败AC米兰。本赛季的欧洲冠军联赛，两队均是从第三轮预选赛打起，都顺利进入小组赛阶段，并成功晋级淘汰赛。两队在进入决赛之前各自淘汰了数支历届冠军球队。AC米兰淘汰了1967年冠军凯尔特人、四次冠军得主拜仁慕尼黑和两次冠军得主曼联；利物浦则击败了卫冕冠军巴塞罗那、1988年冠军PSV埃因霍温。利物浦还在三年内第二次在半决赛淘汰切尔西。
比赛开始之前，雅典奥林匹克体育场外发生骚乱，大批无票或持假票的球迷进入比赛现场，而许多持真票的球迷却被拒之门外。赛后，欧洲足联新闻发言人威廉·盖拉德指责利物浦球迷是欧洲最差的球迷，随后欧洲足联主席米歇尔·普拉蒂尼发表声明否认了这一说法。

## 决赛之路
根据本赛季欧洲冠军联赛的章程，球队进入小组赛阶段有两种方式，一是直接从小组赛打起，二是需要先参加最多三轮的预选赛、再通过预选赛晋级小组赛。参赛资格和起始轮次依据球队上一赛季在国内联赛的最终名次，以及所在联赛的欧洲足联积分排名来决定。利物浦和AC米兰都是从最后一轮（即第三轮）预选赛起参加本赛季的欧洲冠军联赛。两队分别以上赛季英超季军和上赛季意甲季军的身份参赛。AC米兰原先在那个赛季的意甲联赛中排名第二，但由于涉嫌2006年意大利足球丑闻被判罚扣除44个联赛积分并取消参加2006/07赛季欧洲冠军联赛资格，后来经上诉改判为扣除30个积分、保留参加欧洲赛事的资格。本届欧洲冠军联赛的小组赛阶段，共有32支球队被分成8个小组，每个小组的4支球队之间进行双循环主客场比赛，小组前两名进入1/8决赛。从1/8决赛开始的淘汰赛阶段为两回合主客场比赛，先后依照两回合总比分、客场进球数、加时赛、点球决胜等条件来决定每个轮次的晋级球队。
| 球队       | 赛 | 胜 | 平 | 负 | 进球 | 失球 | 净胜球 | 积分 |
| ---------- | -- | -- | -- | -- | ---- | ---- | ------ | ---- |
| AC米兰     | 6  | 3  | 1  | 2  | 8    | 4    | +4     | 10   |
| 里尔       | 6  | 2  | 3  | 1  | 8    | 5    | +3     | 9    |
| 雅典AEK    | 6  | 2  | 2  | 2  | 6    | 9    | −3     | 8    |
| 安德莱赫特 | 6  | 0  | 4  | 2  | 7    | 11   | −4     | 4    |

| 球队        | 赛 | 胜 | 平 | 负 | 进球 | 失球 | 净胜球 | 积分 |
| ----------- | -- | -- | -- | -- | ---- | ---- | ------ | ---- |
| 利物浦      | 6  | 4  | 1  | 1  | 11   | 5    | +6     | 13   |
| PSV埃因霍温 | 6  | 3  | 1  | 2  | 6    | 6    | 0      | 10   |
| 波尔多      | 6  | 2  | 1  | 3  | 6    | 7    | −1     | 7    |
| 加拉塔萨雷  | 6  | 1  | 1  | 4  | 7    | 12   | −5     | 4    |

^  注解1：由于以色列局势紧张，欧洲足联将海法马卡比主场对利物浦的比赛改到中立地点基辅举行。
^  注解2：双方在90分钟内互交白卷，两回合总比分0比0，按规则进入加时赛。卡卡在加时赛中打进一球，AC米兰以1比0取胜。
^  注解3：利物浦因客场进球多而晋级。

## 球票事件
本场比赛总共63800张门票中，只有9000张面向公众发售，两支参赛球队各分配17000张，剩余20800张则留给欧洲足联及各成员协会、本次决赛雅典当地组委会、赞助商和直播机构等。赛前球迷进场时出现了问题。许多球迷仍在排队进场的时候，在现场维持秩序的希腊警察宣布体育场已经满员，并拒绝部分持有真实球票的球迷入场。欧洲足联的消息称，5000名无票或持假票的球迷进入了这座可容纳74000人的球场；与此同时，数千名持真票的球迷却被警察拦在场外。警察由于担心更多球迷进场会引起灾难，而关闭了球场入口。局面变得十分混乱，部分利物浦球迷试图突破警察的封锁。防暴警察使用催泪瓦斯和警棍来疏散人群。
欧洲足联新闻发言人威廉·盖拉德指责利物浦球迷制造麻烦，称“米兰球迷没有遇到同样的问题，因为他们没有做出同样的举止”。欧洲足联在比赛结束不久后发布的一份报告中认定利物浦球迷是“欧洲最差的球迷”，盖拉德说“还有谁会从自己的朋友或小孩子手中偷得门票？”。然而，欧洲足联主席普拉蒂尼随后否认了这一说法。欧洲足联本身也由于低劣的球票检查手段，以及未能针对球迷数量众多实施有效的解决方案，而受到批评。英国驻希腊大使西蒙·加斯（Simon Gass）告诉英国广播公司的记者，赛事组织者制订了一套方案以确保无票人员不能进入现场，方案涉及到三道警戒线，而现在发生了这样的情况，显然是有些东西没被贯彻。他指出，欧洲足联必须调查这一问题。此外，利物浦的股东汤姆·希克斯称欧洲足联明知利物浦有4万名支持者，却只分配了1.7万张球票这样的行为是“愚蠢的”（insane）。他还控诉，盖拉德对利物浦球迷的指责只不过是为了掩盖他自己的过错。而米兰和利物浦方面都对欧洲足联不够重视残疾球迷表达了不满，欧洲足联仅向两家俱乐部各提供16张残疾人门票。但欧洲足联解释说，这个数字是根据之前各届比赛的统计情况而确定的，如果俱乐部方面及时提出要求，欧洲足联方面会尽量满足。

## 比赛场地

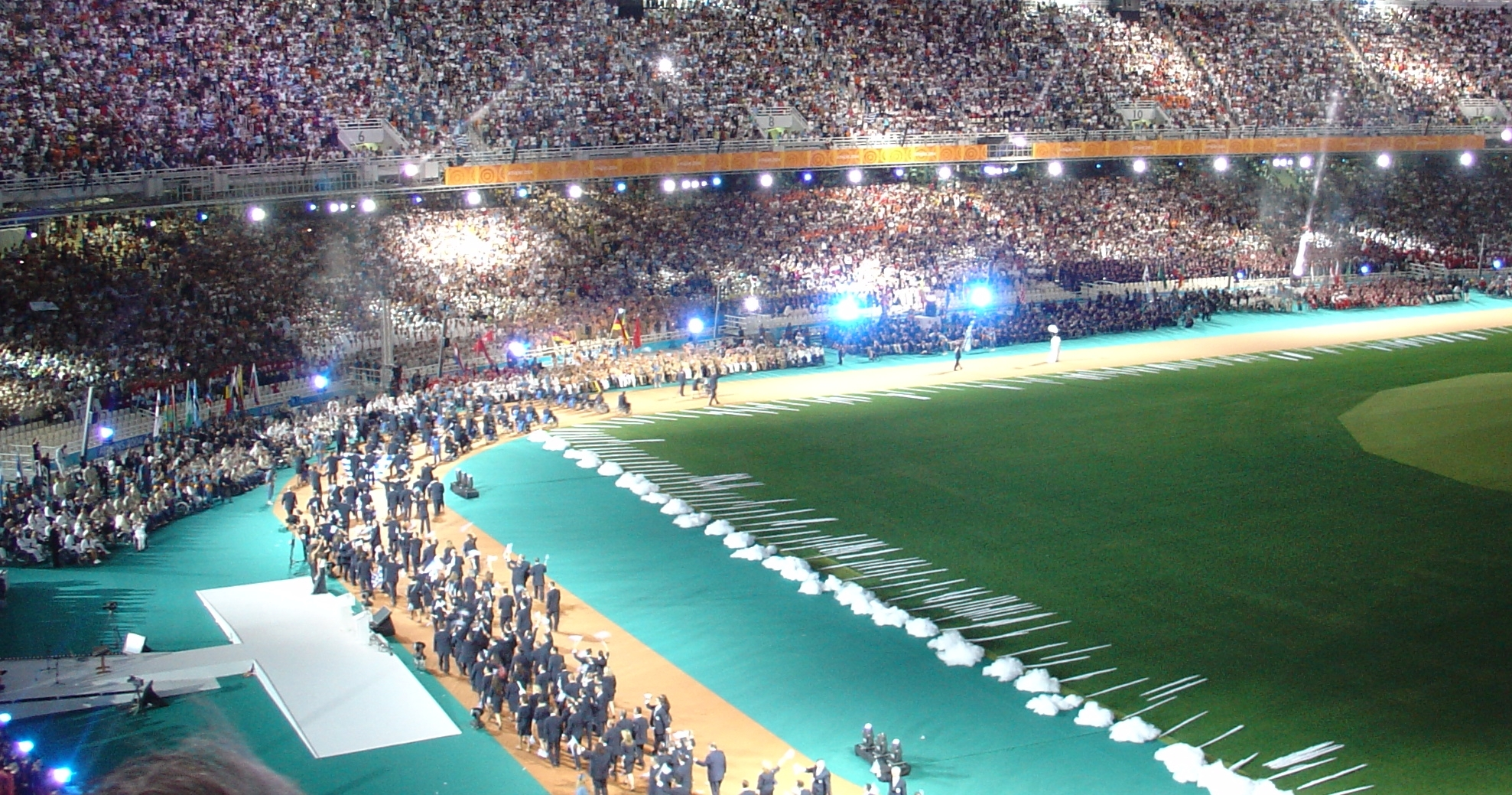
举办决赛的奥林匹克体育场

本场比赛在希腊雅典的奥林匹克体育场举行。这座体育场在1982年第13届欧洲田径锦标赛时建成启用。2004年希腊举办奥运会时，将这座体育场重新翻修后作为奥运会的主体育场，承办了该届赛事中的大部分田径比赛和足球决赛，以及开、闭幕式。希腊国家足球队以及奥林匹亚科斯、帕纳辛奈科斯和雅典AEK这三家当地主要足球俱乐部都曾在不同的赛事当中使用奥林匹克体育场作为其主场。奥林匹克体育场还是欧洲足联五星级足球场，多次举办过欧洲足联各项赛事的决赛，包括1983年欧洲冠军杯决赛和1994年欧洲冠军联赛决赛。其中1994年的决赛正是AC米兰在这里以4比0大胜巴塞罗那而夺冠的。

## 比赛用球
欧洲足联、国际足联和国际奥委会主要比赛的官方用球提供商Adidas在2007年3月9日发布2007年欧洲冠军联赛决赛的比赛用球“Adidas Finale Athens”。这款比赛用球的外观设计基于球迷们所熟悉的欧洲冠军联赛标志，主色调为蓝色和白色，象征着希腊国旗的颜色。其制作工艺源自团队之星技术，外表面由14块皮料拼接而成，将拼接点数量减少了60%，拼接线总长度缩小了15%，提供了出色的精确性和可控制性。革命性的皮料形状、全新的皮革材料结构以及热粘胶技术使这款"用球"拥有“最佳表现”。

## 赛前背景
尽管抽签时被确定为“主队”，AC米兰却选择了全白色的客场比赛服，因为他们曾经五次穿着这套队服赢得欧洲冠军。但AC米兰也曾两次身着白色客场比赛服在决赛中输球，其中就包括两年前在伊斯坦布尔输给利物浦。AC米兰的选择让利物浦能够以他们传统的红色主场队服参赛。利物浦的所有欧洲冠军都是身穿红色队服夺得的，其中有两次的对手是身穿全白色队服的意大利球队。
决赛前一天，利物浦的官方网站上登出“利物浦夺得2007年欧洲冠军联赛冠军”的消息，但5分钟后即被删去。据英国媒体分析，这应该是网站管理人员一时疏忽，将提前拟好的夺冠稿子不小心发布出来。英国博彩公司立博（Ladbrokes）为本场比赛再度上演2005年决赛的一幕（AC米兰上半场3比0领先，利物浦在下半场追成3比3平，并通过点球胜出）开出了1赔2007的赔率。

## 比赛情况

### 综述
AC米兰派出了欧冠决赛有史以来平均年龄最大的首发阵容，达到31岁34天；而保罗·马尔蒂尼以38岁331天成为决赛史上年龄最大的非门将球员，仅次于1983年欧洲冠军杯决赛上的尤文图斯门将迪诺·佐夫。主教练安切洛蒂仍然排出惯用的4-3-2-1“圣诞树阵型”：迪达把守球门；后防线由队长马尔蒂尼领衔，与内斯塔组成中卫搭档，扬库洛夫斯基和奥多分居左右两边；中场方面由安布罗西尼、皮尔洛和加图索担当防守型中场，西多夫和卡卡担当攻击型中场；锋线上仅有因扎吉一人。这套首发11人是本赛季AC米兰在重大比赛上最常用的主力阵容。
利物浦一方，贝尼特斯排出了4-4-1-1阵型：门将雷纳；后防线上从左到右依次是里瑟、阿格、卡拉格和芬南；马斯切拉诺和阿隆索出任双后腰，左右两个边前卫分别是岑登和彭南特；单前锋库伊特的身后是队长杰拉德。这套首发阵容中有阿隆索、卡拉格、芬南、杰拉德以及里瑟等5名球员参加了两年前的决赛。两年前的点球决战中为利物浦立下大功的门将杜德克则坐在板凳上。本场比赛之前已经为利物浦在本届冠军联赛中攻进7球的高中锋克劳奇并没有获得首发，取代他的是库伊特。
本场比赛的主裁判由德国人赫伯特·范德尔担任。此前，他曾经执法过69场国际比赛，其中包括17场欧洲冠军联赛比赛，以及2006年的欧洲联盟杯决赛，还有奥运会足球比赛、联合会杯等。他曾经5次执法AC米兰的比赛，这些比赛中AC米兰全部获胜、仅失一球；而他执法的3场利物浦的比赛中，利物浦仅获得两负一平的战绩，并且一球未进。

### 上半场
上半时比赛刚一开场，利物浦就大举进攻，贝尼特斯在赛前曾经说过：“如果我们龟缩防守，将会面临困难”。但这段时间双方的进攻都不太连贯。第5分钟，奥多给因扎吉的传球被卡拉格破坏出底线，皮尔洛罚出的角球被卡拉格再度化解。双方第一次有威胁的进攻出现在第9分钟，扬库洛夫斯基被彭南特断球，后者突入禁区右侧射出一记低平球，被迪达扑出。仅过了两三分钟，米兰发起反击，因扎吉成功突破对方的越位陷阱，却没能接到皮尔洛的传球。第17分钟，卡卡接扬库洛夫斯基的传中射门，皮球被雷纳拿到。两分钟后，内斯塔对杰拉德犯规，利物浦在前场左路获得任意球。岑登将球罚向后点，但未能造成威胁。米兰两个边后卫奥多和扬库洛夫斯基频频向前助攻，在边路给利物浦带来一些压力。而利物浦方面，以速度见长的彭南特多次从右边路策动进攻。第27分钟，正是由他策动，岑登头球摆渡，库伊特射门被挡，岑登再次射门没打中部位，变成横传，球被马尔蒂尼挡出后，阿隆索的远射滑出左门柱。几分钟后，里瑟的大力远射高出横梁。第35分钟，彭南特又一次从扬库洛夫斯基的脚下断球，将球交给杰拉德，杰拉德带球进入禁区，横传给库伊特，后者的射门被奥多挡出。第40分钟，加图索放倒阿隆索，主裁判范德尔出示了本场比赛的第一张黄牌。与2005年两队上一次遭遇不同，这次上半场比赛只有一个进球，来自米兰前锋因扎吉。第44分钟，阿隆索对卡卡犯规，米兰获得前场任意球。第45分钟，皮尔洛罚出的任意球打在因扎吉身上发生折射，利物浦门将雷纳反应不及，扑向相反方向。AC米兰取得领先。慢镜头回放显示皮球打到因扎吉的上臂，但裁判并未将这个球判为手球。赛后因扎吉接受采访时透露，折射进球是米兰在训练中演练过的战术。
整个上半场比赛，贝尼特斯的排兵布阵起到了效果，主动进攻、主动控制节奏、加强拼抢的战术也让利物浦在场面上占据优势。马斯切拉诺对AC米兰核心球员卡卡的盯防使后者没有获得太多机会。进攻方面主要靠两个边路，特别是彭南特在右路的活跃表现。前移到前腰位置上的杰拉德也在进攻上得到解放。但AC米兰带有一定运气成分的进球对比赛的进程产生了影响。

### 下半场
下半场，双方易边再战，利物浦在控球上占优，但却打得十分谨慎。开始仅两分钟，杰拉德带球到禁区边缘被内斯塔捅出界外，岑登开出角球，阿格的头球攻门偏出。第54分钟，扬库洛夫斯基绊倒彭南特，得到一张黄牌。四分钟后，马斯切拉诺铲倒皮尔洛，也被范德尔出示黄牌。第59分钟，贝尼特斯做出首次人员调整，用科威尔换下岑登。第60分钟，卡卡突破到禁区前沿，被卡拉格撞倒，后者被黄牌警告。第62分钟，利物浦创造了开场以来的最佳机会，队长杰拉德抓住加图索的失误，晃过内斯塔，形成与迪达的一对一，但他的射门力量太小，被迪达将球拿到。随后的比赛，利物浦继续在米兰的半场内主导进攻，但始终未能进球。第78分钟，贝尼特斯用克劳奇替下马斯切拉诺，减少一名防守型中场，增加一名前锋，将阵型变为4-4-2，企图通过加强进攻来追平比分。两分钟后，安切洛蒂用卡拉泽换下扬库洛夫斯基。贝尼特斯的换人没有取得预期的效果，负责盯防卡卡的马斯切拉诺离场后，巴西人在场上获得更多自由。第82分钟，因扎吉接卡卡传球，反越位成功，趟过出击的门将雷纳，将球打进空门，米兰取得2比0领先。第89分钟，替补出场的科威尔开出角球，阿格前点后蹭，库伊特将球顶进远角，为利物浦扳回一球。但比赛时间所剩无几，AC米兰成功守住了2比1的比分，第7次问鼎欧冠奖杯。

## 比赛数据
| AC米兰           | 2–1          | 利物浦       |
| ---------------- | ------------ | ------------ |
| - 因扎吉 45' 82' | （比赛报告） | - 库伊特 89' |

| AC米兰 | 利物浦 |

| 首发：   |    |                  |     |       |
|          |    |                  |     |       |
| 守门员   | 1  | 迪达             |     |       |
| 右后卫   | 44 | 奥多             |     |       |
| 中后卫   | 13 | 内斯塔           |     |       |
| 中后卫   | 3  | 马尔蒂尼（队长） |     |       |
| 左后卫   | 18 | 扬库洛夫斯基     | 54' | 80'   |
| 中场     | 8  | 加图索           | 40' |       |
| 中场     | 21 | 皮尔洛           |     |       |
| 中场     | 23 | 安布罗西尼       |     |       |
| 中场     | 10 | 西多夫           |     | 90+2' |
| 中场     | 22 | 卡卡             |     |       |
| 前锋     | 9  | 因扎吉           |     | 88'   |
| 替补：   |    |                  |     |       |
| 守门员   | 16 | 卡拉奇           |     |       |
| 后卫     | 2  | 卡福             |     |       |
| 后卫     | 4  | 卡拉泽           |     | 80'   |
| 后卫     | 19 | 法瓦利           |     | 90+2' |
| 中场     | 27 | 塞尔吉尼奥       |     |       |
| 中场     | 32 | 布罗基           |     |       |
| 前锋     | 11 | 吉拉迪诺         |     | 88'   |
| 主教练： |    |                  |     |       |
| 安切洛蒂 |    |                  |     |       |

| 首发：   |    |                |     |     |
|          |    |                |     |     |
| 守门员   | 25 | 雷纳           |     |     |
| 右后卫   | 3  | 芬南           |     | 88' |
| 中后卫   | 23 | 卡拉格         | 60' |     |
| 中后卫   | 5  | 阿格           |     |     |
| 左后卫   | 6  | 里瑟           |     |     |
| 后腰     | 14 | 阿隆索         |     |     |
| 后腰     | 20 | 马斯切拉诺     | 58' | 78' |
| 右中场   | 16 | 彭南特         |     |     |
| 左中场   | 32 | 岑登           |     | 59' |
| 前腰     | 8  | 杰拉德（队长） |     |     |
| 前锋     | 18 | 库伊特         |     |     |
| 替补：   |    |                |     |     |
| 守门员   | 1  | 杜德克         |     |     |
| 后卫     | 2  | 阿贝罗阿       |     | 88' |
| 后卫     | 4  | 海皮亚         |     |     |
| 中场     | 7  | 科威尔         |     | 59' |
| 中场     | 11 | 马克·冈萨雷斯  |     |     |
| 前锋     | 15 | 克劳奇         |     | 78' |
| 前锋     | 17 | 贝拉米         |     |     |
| 主教练： |    |                |     |     |
| 贝尼特斯 |    |                |     |     |

| 最佳球员： 因扎吉 助理裁判： 卡斯特恩·卡达奇 沃尔克·维塞尔 第四官员： 佛罗里安·梅耶尔 |

### 技术统计
| 上半场     | 上半场 | 上半场 | 下半场     | 下半场 | 下半场 | 全场       | 全场   | 全场   |
|            | AC米兰 | 利物浦 |            | AC米兰 | 利物浦 |            | AC米兰 | 利物浦 |
| ---------- | ------ | ------ | ---------- | ------ | ------ | ---------- | ------ | ------ |
| 进球       | 1      | 0      | 进球       | 1      | 1      | 进球       | 2      | 1      |
| 射门       | 2      | 5      | 射门       | 3      | 7      | 射门       | 5      | 12     |
| 射正       | 2      | 1      | 射正       | 1      | 3      | 射正       | 3      | 4      |
| 控球时间比 | 58%    | 42%    | 控球时间比 | 48%    | 52%    | 控球时间比 | 53%    | 47%    |
| 角球       | 1      | 1      | 角球       | 3      | 5      | 角球       | 4      | 6      |
| 犯规       | 7      | 16     | 犯规       | 8      | 11     | 犯规       | 15     | 27     |
| 越位       | 1      | 2      | 越位       | 2      | 1      | 越位       | 3      | 3      |
| 黄牌       | 1      | 0      | 黄牌       | 1      | 2      | 黄牌       | 2      | 2      |
| 红牌       | 0      | 0      | 红牌       | 0      | 0      | 红牌       | 0      | 0      |

- UEFA比赛报告（英文）（页面存档备份，存于）
- UEFA技术统计（英文）（页面存档备份，存于）
- UEFA技术统计（中文）[永久]

## 颁奖仪式

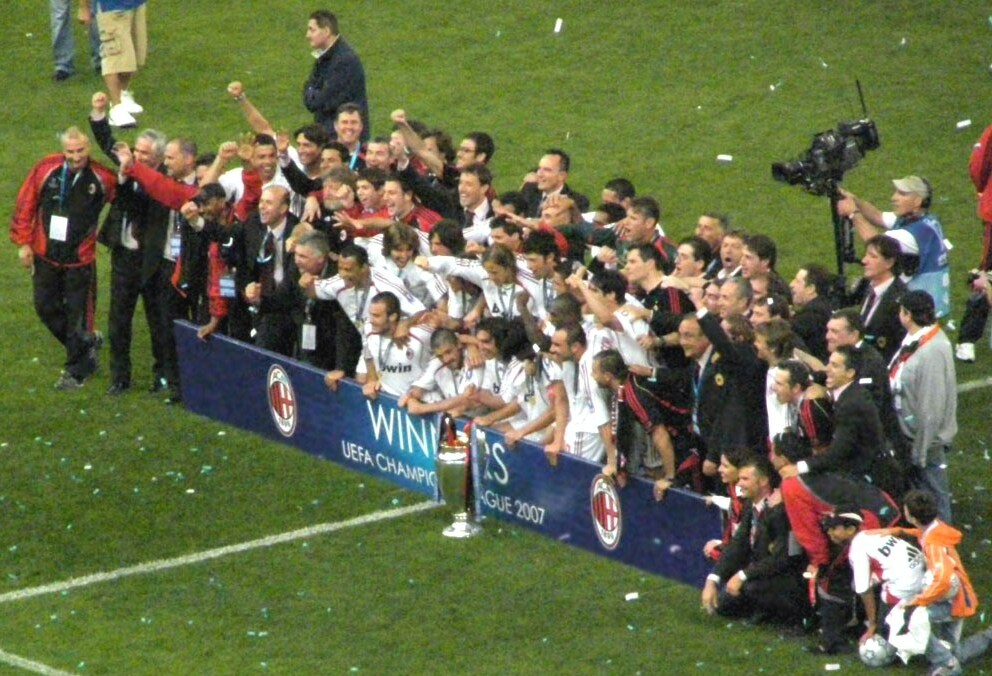
AC米兰球员庆祝夺冠

之前几届决赛的惯例是在球场中央临时搭建起来的简易颁奖台上进行颁奖，而由于欧洲足联主席普拉蒂尼推崇冠军队长在球迷簇拥下领奖的老传统，因此AC米兰的队长马尔蒂尼在主席台上接受了冠军奖杯。冠军队成员也是在主席台上列队领取奖牌后再回到球场内继续庆祝。这也是历史上首次出现冠军队长从一位曾经作为对手与他同场竞技的欧洲足联主席手中接过冠军奖杯的情形。普拉蒂尼在尤文图斯的最后几个赛季，正是保罗·马尔蒂尼在AC米兰职业生涯的初期。

## 赛后评论
作为比赛失利者，利物浦方面普遍坦然接受这一结果。队长杰拉德认为，打进决赛本身已经是很好的表现，自己在赛前就预料到比赛结果可能由一些细节所决定，AC米兰夺冠尽管有运气的成分，但表现也对得起这座奖杯。杰拉德还表示，本队在夏天需要继续加强阵容，下赛季卷土重来。主教练贝尼特斯指出，利物浦为浪费机会付出了代价。他对裁判在伤停补时不到3分钟时便结束比赛感到不满，但也认为AC米兰夺冠没有争议，对于自己的球队在决赛中输给一支拥有高水平球员的优秀球队也可以接受。
AC米兰主教练安切洛蒂毫不掩饰对自己球队的赞扬，他评价这场比赛为本队获得过的“最伟大的胜利”。他说，这个赛季属于米兰，虽然开局不顺，但球队在赛季中不断进步和加强信心。中场球员西多夫认为，比赛十分艰难，对方是一支极富侵略性的球队，但并未获得绝佳机会。卡卡和加图索都表示两年前在伊斯坦布尔被利物浦逆转的经历不堪回首，而对此次胜利十分满意。进球功臣因扎吉称这个夜晚终生难忘，自己虽然在欧洲赛事上取得不少进球，但在冠军联赛决赛上进球更显特别。
国际足联主席布拉特称，AC米兰的表现理应获得这个胜利。他也赞扬两支球队都有精彩的表现。贝利则认为AC米兰整体表现很出色。意大利足协在其官方网站上刊出给AC米兰的感谢信，感谢AC米兰“让意大利足球再次征服了欧洲”，称这是继里皮在2006年率队夺得世界杯之后意大利足球的又一个重要奖杯。

## 纪录
本场比赛之后，有不少相关的纪录被刷新。这是AC米兰队长马尔蒂尼参加的第8场欧洲冠军联赛或欧洲冠军杯决赛，追平了皇家马德里队著名前锋弗朗西斯科·亨托的纪录。马尔蒂尼上场时年龄38岁331天，成为这项赛事决赛历史上年龄最大的队长，也是年龄第二大的参赛球员，仅次于1983年以41岁86天的高龄代表尤文图斯出场的门将迪诺·佐夫。而整个AC米兰首发阵容的平均年龄也创下欧冠决赛的历史最高纪录：31岁34天。
对阵双方在本届比赛上的队内最佳射手卡卡与克劳奇虽然在本场比赛中均无进球，但仍然保持住了各自在射手榜上的位置。卡卡以10个进球位居本届比赛最终射手榜的榜首，而克劳奇以7个进球与巴伦西亚的莫里恩特斯并列第二位。
AC米兰夺冠之后，总计16次获得大洲及洲际赛事冠军头衔（欧洲冠军联赛及欧洲冠军杯7次、欧洲优胜者杯2次、欧洲超级杯4次、洲际杯3次），与阿根廷的博卡青年并列第一。AC米兰的荷兰中场西多夫至此共代表三家不同的俱乐部夺得四次欧洲冠军联赛冠军（阿贾克斯1995年、皇家马德里1998年、AC米兰2003及2007年）。